# Villa Leone (Busto Arsizio)
Villa Leone è una storica residenza di Busto Arsizio in Lombardia.

## Storia
La villa venne progettata nel 1910 dall'architetto Silvio Gambini in un rigido stile Liberty su commissione dell'avvocato Edoardo Leone.

## Descrizione
Situata in via XX Settembre, importante arteria che collega il centro di Busto Arsizio alla strada statale del Sempione, la villa si sviluppa su due piani fuori terra ai quali si aggiunge la mansarda. La facciata è composta di due volumi. Il principale di questi presenta importanti rilievi floreali in cemento e due gruppi formati da tre finestre, uno dei quali, al piano terra, presenta un'apertura circolare completata da un cornicione con gusto decorativo vegetale e un tondo contenente le iniziali del proprietario, L.E. Il gruppo di finestre del secondo piano è dotato di cornici decorate con raffigurazioni di foglie di vite e grappoli d'uva.
A completare la facciata si trovano una sporgenza sulla sinistra e un volume sulla destra, in posizione arretrata. Quest'ultimo volume presenta una elegante veranda ad angolo con colonne i cui capitelli sostengono gli architravi decorati con fasci di rose. Tra le colonne sono collocate delle vetrate multicolore decorate con ferri battuti.
Sopra la veranda si trova la terrazza del secondo piano: è costituita da una serie di colonne che sostengono dei travetti disposti a raggiera. Il parapetto è in cemento completato da eleganti ferri battuti, caratteristici delle architetture del Gambini, che riprendono motivi vegetali e geometrici che riprendono quelli della cancellata che circonda la casa.